# Sony Ericsson K220i
Sony Ericsson K220i為Sony Ericsson於2007年6月27日所推出的行動電話，內建30萬畫素相機。與K200i為雙胞胎機。

## 特色
雖然僅與K200i相差一個型號，但由於區別收音機的與否而規劃的。也是與J系列為低機入門機種。